# Temporada da WTA de 1973
O WTA Tour de 1973 foi composto pelo terceiro Virginia Slims Circuit anual e pelo "Commercial Union Assurance Grand Prix", uma turnê de torneios de tênis para tenistas femininas, patrocinada pelos cigarros Virginia Slims. Foi também o ano em que o WTA Tour foi oficialmente formado por Billie Jean King após uma reunião realizada no Gloucester Hotel em Londres durante a semana anterior a Wimbledon.

 Margaret Court ganhou 18 títulos na temporada.

## Títulos por país
| Legenda                     |
| --------------------------- |
| Torneios Grand Slam         |
| Eventos Virginia Slims      |
| Circuito Virginia Slims     |
| Commercial Union Grand Prix |
| Outros eventos              |
| Eventos por equipe          |

| Total | País                 | S | D | DM | S | D | S  | D  | S  | D  | DM |
| ----- | -------------------- | - | - | -- | - | - | -- | -- | -- | -- | -- |
| 27    | Austrália (AUS)      | 3 | 3 | 0  | 0 | 1 | 14 | 6  | 17 | 10 | 0  |
| 23    | Estados Unidos (USA) | 1 | 1 | 2  | 1 | 1 | 7  | 10 | 9  | 12 | 2  |
| 8     | França (FRA)         | 0 | 0 | 1  | 0 | 0 | 1  | 6  | 1  | 6  | 1  |
| 6     | Países Baixos (NED)  | 0 | 0 | 0  | 0 | 0 | 0  | 6  | 0  | 6  | 0  |
| 3     | Grã-Bretanha (GBR)   | 0 | 3 | 0  | 0 | 0 | 0  | 0  | 0  | 3  | 0  |